# Huitième guerre d'Italie
Pour les articles homonymes, voir Guerre d'Italie.
Guerres d'Italie
La huitième guerre d'Italie oppose le royaume de France à l'empire de Charles Quint de 1536 à 1538.

## Description
À la mort du duc de Milan François II Sforza, le 24 octobre 1535, Philippe, fils de Charles Quint, hérite du duché mais François Ier revendique également sa possession. Au début de l'année 1536, une armée de 40 000 soldats français envahit le duché de Savoie, s'empare de Turin mais échoue à menacer Milan. En réponse, Charles Quint envahit la Provence au mois de juin et prend Aix-en-Provence mais, devant la tactique de la terre brûlée pratiquée par le connétable Anne de Montmorency, l'armée espagnole préfère battre en retraite plutôt que d'attaquer la cité puissamment fortifiée d'Avignon et quitte la France au mois de septembre sans avoir livré la moindre bataille.
En février 1536, une alliance est conclue entre la France et l'Empire ottoman grâce aux efforts diplomatiques de l'ambassadeur français Jean de La Forest. À la fin de l'année, une flotte franco-turque est stationnée à Marseille et menace Gênes et, en 1537, Khayr ad-Din Barberousse mène des raids sur la côte italienne et met le siège devant Corfou avant de l'abandonner, mais ces opérations n'ont que des résultats limités. 
Grâce à l’intervention du pape Paul III, élu en 1534 et partisan d’un rapprochement entre les deux souverains, François Ier et Charles Quint signent le 18 juin 1538 la paix de Nice, par laquelle la France acquiert la possession de la Savoie et du Piémont mais renonce à ses prétentions sur Milan. Les deux souverains refusant de se voir face à face, c'est le pape en personne qui sert d'intermédiaire en allant les voir tour à tour dans des pièces séparées jusqu'à obtenir un accord. Néanmoins, ils se réconcilient lors de l'entrevue d'Aigues-Mortes le 15 juillet 1538, promettant de s’unir face au danger protestant. Charles Quint peut désormais tourner ses efforts contre l'Empire ottoman mais sa flotte est lourdement battue à la bataille de Préveza le 28 septembre 1538. La Savoie et le Piémont restent possession française jusqu’en 1559.